# Jenny Pronczuk
Jenny Pronczuk de Garbino (Montevideo, 21 de marzo de 1947- Ginebra, Suiza, 20 de septiembre de 2010) fue una médica toxicóloga uruguaya que trabajó como asesora de la Organización Mundial de la Salud (OMS) en el campo de la Salud Pública, toxicología y medio ambiente, con participación científica de alto nivel en los mayores foros internacionales vinculados a estos temas.

## Biografía
Pronczuk nació y creció en Montevideo y en zonas rurales de Uruguay, aunque su familia era de origen ucraniano. Estudió su carrera de Medicina en la Facultad de Medicina de la Universidad de la República y completó sus estudios de posgrado en la especialidad de Toxicología Clínica y Salud Ocupacional.
Estuvo en Francia, realizando estudios en la Universidad de París, Lariboisière - St Louis (Hospital Fernand Widal, París, Francia) y posteriormente consiguió una Beca Fulbright, por la que fue a Estados Unidos, al Medical Center de Houston, Texas.
Fue integrante del equipo médico del Centro de Información y Asesoramiento Toxicológico de Montevideo (CIAT), desde sus inicios en 1975, donde realizó una brillante carrera alcanzando el título de Profesor Titular de Toxicología de la Facultad de Medicina.

## Trayectoria
Se unió a la Organización Mundial de la Salud (OMS) en 1991 en el Programa Internacional de Seguridad Química (PISQ) donde trabajó promoviendo la seguridad química, la instalación de centros de toxicología y el entrenamiento de profesionales. En 1999 organizó la creación de un grupo de trabajo para la protección de la salud ambiental infantil a partir de la cual se obtuvieron los más importantes compromisos internacionales como el anuncio de OMS, en 2002 de la Alianza Global de Ambientes Saludables para los Niños.
Jenny Pronczuk organizó numerosos encuentros y reuniones de trabajo y logró que educadores, profesionales de la salud, quienes toman las decisiones y otras muchas personas prestaran atención a la salud ambiental.  
Planificó y coordinó la 1.a Conferencia Internacional sobre Salud Ambiental Infantil en Tailandia en 2002, que generó la Declaración de Bangkok, una llamada para la protección de la infancia ante los riesgos ambientales. En el 2005 organizó la 2.a Conferencia Internacional en Buenos Aires, Argentina, que generó la declaración "Ambientes sanos, niños sanos: compromiso para la acción" y en el 2009 la 3.a Conferencia Internacional en la República de Corea.
Fue en 2006 cuando la OMS publicó un informe en el que Pronczuk como experta en el tema, destacó por primera vez la importancia de tener en cuenta la edad en la que se realiza la exposición, considerándose desde el período inicial de la concepción y hasta más allá de la adolescencia. Dijo que esta información es útil para el sector de la salud, la investigación y las personas responsables de las políticas públicas. La OMS estima que más del 30 % de las enfermedades infantiles se deben a factores ambientales.

## Reconocimiento
Jenny Pronczuk recibió múltiples reconocimientos, entre ellos el de la Agencia de Protección Ambiental de Estados Unidos en 2008, como International Children's EnvironmentalHealth Champion.
La Dr. Pronczuk fue reconocida por sus contribuciónes a la medicina occupacional, siendo elegida como Fellow del Collegium Ramazzini en, organización internacional de expertos mundiales en esa área.
En 2010 el Departamento de Toxicología, del Hospital de Clínicas, Facultad de Medicina “Dr. Manuel Quintela” instituyó el Premio en Salud y Toxicología Ambiental en la Infancia “Jenny Pronczuk", en honor y memoria al legado de la profesora y doctora Jenny Pronczuk de Garbino.

## Producción científica
Escribió numeroso artículos científicos principalmente sobre toxicología medioambiental; libros sobre plantas silvestres y de cultivo: manejo y prevención, intoxicaciones accidentales, consumo inapropiado y materiales educativos.